# Lista de arremessadores da MLB que eliminaram por strikeout três rebatedores em nove arremessos
No beisebol, um strikeout ocorre quando um arremessador elimina um rebatedor por strike durante sua vez ao bastão (ou seja, 3 arremessos e nenhuma rebatida). Quando o arremessador elimina os três rebatedores por strikeouts (ou seja, em apenas nove arremessos), isso é chamado de Entrada imaculada.
Até 2018, a Entrada imaculada já havia acontecido 93 vezes por oitenta e sete jogadores durante um jogo da Major League Baseball (MLB), o mais recente Josh Hader do Milwaukee Brewers em 30 de março de 2019. Além disso, apenas seis arremessadores conseguiram a façanha de ter conseguido pelo menos duas entradas imaculadas em toda a sua carreira - Lefty Grove, Nolan Ryan, Randy Johnson e Max Scherzer, cada um por duas vezes, enquanto Sandy Koufax completou o feito três vezes. Nenhum jogador jamais conseguiu eliminar por strikeout quatro rebatedores em uma entrada em doze arremessos. John Clarkson foi o primeiro jogador a eliminar por strike três rebatedores em nove arremessos, o fazendo na terceira entrada do jogo entre o Boston Beaneaters e o Philadelphia Quakers em 4 de Junho de 1889.
Dos 88 arremessadores que completaram o feito, 68 eram destros e 20 eram canhotos. Oito destes jogadores (incluindo cinco arremessadores ainda ativos) jogaram por apenas um time nas grandes ligas. Cinco arremessadores—Roger Clemens, Bob Gibson, Randy Johnson, Pedro Martínez e Nolan Ryan—são também membros do clube dos 3000 strikeouts. Sloppy Thurston, Wade Miley e Ryan são os únicos novatos (rookies) que atingiram a marca. Ryan eliminou por strike três rebatedores em nove arremessos na Liga Americana e Liga Nacional, se tornou o único jogador a alcançar o feito em ambas as ligas da MLB. Danny Jackson é o único jogador a conseguir uma entrada imaculada na World Series.
Sendo um feito relativamente incomum -- não houve nenhuma entrada imaculada de 1929 até 1952 -- houve ao menos uma entrada imaculada em cada ano desde 2006.
Dos jogadores elegíveis para o Baseball Hall of Fame que arremessaram uma entrada imaculada, doze foram eleitos e cinco foram eleitos na primeira votação. Jogadores são elegíveis para o Hall of Fame se jogaram por, ao menos, dez temporadas nas grandes ligas, se aposentaram a cinco temporadas ou faleceram ao menos a seis meses.
Nenhum jogador jamais conseguiu uma entrada imaculada no MLB All-Star Game, sendo o mais próximo uma entrada de 10 arremessos conseguida por Jacob deGrom no MLB All-Star Game de 2015.

## Jogadores
| Arremessador (X) | Nome do arremessador e número de entradas imaculadas eles conseguiram até aquele ponto                                                           |
| Data             | Data do jogo |
| Time             | O time em que o jogador atuava na época do jogo                                                                                                  |
| Adversário       | O time contra o qual o arremessador eliminou por strike três rebatedores em nove arremessos                                                      |
| Entrada          | A entrada em que o arremessador eliminou por strike três rebatedores em nove arremessos                                                          |
| Rebatedores (X)  | Os rebatedores que foram eliminados por strike em nove arremessos e número de entradas imaculadas em que eles foram rebatedores até aquele ponto |
| Box              | Placar com play by play (se disponível) |
| †                | Eleito para o Baseball Hall of Fame |
| ‡                | Jogador ativo |

| Arremessador       | Data                   | Time                   | Adversário             | Entrada | Rebatedores                                          | Box     |
| ------------------ | ---------------------- | ---------------------- | ---------------------- | ------- | ---------------------------------------------------- | ------- |
| John Clarkson†     | 04 de junho de 1889    | Boston Beaneaters      | Philadelphia Quakers   | 3ª      | Jim Fogarty, Sam Thompson, Sid Farrar                | n/a     |
| Rube Waddell†      | 01 de julho de 1902    | Philadelphia Athletics | Baltimore Orioles      | 3ª      | Billy Gilbert, Harry Howell, John Cronin             | n/a     |
| Pat Ragan          | 05 de outubro de 1914  | Brooklyn Dodgers       | Boston Braves          | 8ª      | Possum Whitted, Butch Schmidt, Red Smith             | n/a     |
| Joe Oeschger       | 08 de setembro de 1921 | Boston Braves          | Philadelphia Phillies  | 4ª      | Bevo LeBourveau, Cy Williams, Ed Konetchy            | n/a     |
| Sloppy Thurston    | 22 de agosto de 1923   | Chicago White Sox      | Philadelphia Athletics | 12ª     | Beauty McGowan, Chick Galloway, Sammy Hale           | n/a     |
| Dazzy Vance†       | 14 de setembro de 1924 | Brooklyn Dodgers       | Chicago Cubs           | 2ª      | Sam Bohne, Bubbles Hargrave, Eppa Rixey              | n/a     |
| Lefty Grove†       | 23 de agosto de 1928   | Philadelphia Athletics | Cleveland Indians      | 2ª      | Ed Morgan, Luther Harvel, Martin Autry               | n/a     |
| Lefty Grove† (2)   | 27 de setembro de 1928 | Philadelphia Athletics | Chicago White Sox      | 7ª      | Moe Berg, Tommy Thomas, Johnny Mostil                | n/a     |
| Billy Hoeft        | 07 de setembro de 1953 | Detroit Tigers         | Chicago White Sox      | 7ª      | Jim Rivera, Mike Fornieles, Chico Carrasquel         | [ 13 ]  |
| Robin Roberts†     | 17 de abril de 1956    | Philadelphia Phillies  | Brooklyn Dodgers       | 6ª      | Carl Furillo, Charlie Neal, Sandy Amorós             | [ 14 ]  |
| Jim Bunning†       | 02 de agosto de 1959   | Detroit Tigers         | Boston Red Sox         | 9ª      | Sammy White, Jim Mahoney, Ike Delock                 | [ 15 ]  |
| Sandy Koufax†      | 30 de junho de 1962    | Los Angeles Dodgers    | New York Mets          | 1ª      | Richie Ashburn, Rod Kanehl, Félix Mantilla           | [ 16 ]  |
| Sandy Koufax† (2)  | 19 de abril de 1963    | Los Angeles Dodgers    | Houston Colt .45s      | 5ª      | Bob Aspromonte, Jim Campbell, Turk Farrell           | [ 17 ]  |
| Tony Cloninger     | 15 de junho de 1963    | Milwaukee Braves       | Philadelphia Phillies  | 8ª      | Tony González, Clay Dalrymple, Rubén Amaro           | [ 18 ]  |
| Sandy Koufax† (3)  | 18 de abril de 1964    | Los Angeles Dodgers    | Cincinnati Reds        | 3ª      | Leo Cárdenas, Johnny Edwards, Jim Maloney            | [ 19 ]  |
| Bob Bruce          | 19 de abril de 1964    | Houston Colt .45s      | St. Louis Cardinals    | 8ª      | Bill White, Charlie James, Ken Boyer                 | [ 20 ]  |
| Al Downing         | 11 de julho de 1967    | New York Yankees       | Cleveland Indians      | 2ª      | Tony Horton, Don Demeter, Duke Sims                  | [ 21 ]  |
| Nolan Ryan†        | 19 de abril de 1968    | New York Mets          | Los Angeles Dodgers    | 3ª      | Claude Osteen, Wes Parker, Zoilo Versalles           | [ 22 ]  |
| Bob Gibson†        | 12 de maio de 1969     | St. Louis Cardinals    | Los Angeles Dodgers    | 7ª      | Len Gabrielson, Paul Popovich, John Miller           | [ 23 ]  |
| Bill Wilson        | 06 de julho de 1971    | Philadelphia Phillies  | Atlanta Braves         | 8ª      | Darrell Evans, Hal King, Earl Williams               | [ 24 ]  |
| John Strohmayer    | 10 de julho de 1971    | Montreal Expos         | Philadelphia Phillies  | 5ª      | Mike Ryan, Woodie Fryman, Denny Doyle                | [ 25 ]  |
| Milt Pappas        | 24 de setembro de 1971 | Chicago Cubs           | Philadelphia Phillies  | 4ª      | Greg Luzinski, Don Money, Mike Anderson              | [ 26 ]  |
| Nolan Ryan† (2)    | 09 de julho de 1972    | California Angels      | Boston Red Sox         | 2ª      | Carlton Fisk, Bob Burda, Juan Beníquez               | [ 27 ]  |
| Bruce Sutter†      | 08 de setembro de 1977 | Chicago Cubs           | Montreal Expos         | 9ª      | Ellis Valentine, Gary Carter, Larry Parrish          | [ 28 ]  |
| Pedro Borbón       | 23 de junho de 1979    | Cincinnati Reds        | San Francisco Giants   | 9ª      | Mike Sadek, Gary Lavelle, Billy North                | [ 29 ]  |
| Lynn McGlothen     | 25 de agosto de 1979   | Chicago Cubs           | San Francisco Giants   | 3ª      | Larry Herndon, Joe Strain, Jack Clark                | [ 30 ]  |
| Joey McLaughlin    | 11 de setembro de 1979 | Atlanta Braves         | San Francisco Giants   | 7ª      | Larry Herndon (2), Greg Johnston, Johnnie LeMaster   | [ 31 ]  |
| Ron Guidry         | 07 de agosto de 1984   | New York Yankees       | Chicago White Sox      | 9ª      | Carlton Fisk (2), Tom Paciorek, Greg Luzinski (2)    | [ 32 ]  |
| Danny Jackson      | 24 de outubro de 1985  | Kansas City Royals     | St. Louis Cardinals    | 7ª      | Terry Pendleton, Tom Nieto, Brian Harper             | [ 10 ]  |
| Jeff Robinson      | 07 de setembro de 1987 | Pittsburgh Pirates     | Chicago Cubs           | 8ª      | Leon Durham, Andre Dawson, Rafael Palmeiro           | [ 33 ]  |
| Rob Dibble         | 04 de junho de 1989    | Cincinnati Reds        | San Diego Padres       | 8ª      | Carmelo Martínez, Mark Parent, Garry Templeton       | [ 34 ]  |
| Jeff Montgomery    | 29 de abril de 1990    | Kansas City Royals     | Texas Rangers          | 8ª      | Pete Incaviglia, Geno Petralli, Thad Bosley          | [ 35 ]  |
| Andy Ashby         | 15 de junho de 1991    | Philadelphia Phillies  | Cincinnati Reds        | 4ª      | Hal Morris, Todd Benzinger, Jeff Reed                | [ 36 ]  |
| David Cone         | 30 de agosto de 1991   | New York Mets          | Cincinnati Reds        | 5ª      | Herm Winningham, Randy Myers, Mariano Duncan         | [ 37 ]  |
| Pete Harnisch      | 06 de setembro de 1991 | Houston Astros         | Philadelphia Phillies  | 7ª      | Wes Chamberlain, Dickie Thon, José DeJesús           | [ 38 ]  |
| Trevor Wilson      | 07 de junho de 1992    | San Francisco Giants   | Houston Astros         | 9ª      | Jeff Bagwell, Eric Anthony, Rafael Ramírez           | [ 39 ]  |
| Mel Rojas          | 11 de maio de 1994     | Montreal Expos         | New York Mets          | 9ª      | David Segui, Todd Hundley, Jeff McKnight             | [ 40 ]  |
| Stan Belinda       | 06 de agosto de 1994   | Kansas City Royals     | Seattle Mariners       | 9ª      | Eric Anthony (2), Chris Howard, Luis Sojo            | [ 41 ]  |
| Todd Worrell       | 13 de agosto de 1995   | Los Angeles Dodgers    | Pittsburgh Pirates     | 9ª      | Mark Johnson, Angelo Encarnación, Steve Pegues       | [ 42 ]  |
| Mike Magnante      | 22 de agosto de 1997   | Houston Astros         | Colorado Rockies       | 9ª      | Ellis Burks, Harvey Pulliam, Jeff Reed (2)           | [ 43 ]  |
| Roger Clemens      | 18 de setembro de 1997 | Toronto Blue Jays      | Boston Red Sox         | 1ª      | Nomar Garciaparra, John Valentin, Mo Vaughn          | [ 44 ]  |
| Doug Jones         | 23 de setembro de 1997 | Milwaukee Brewers      | Kansas City Royals     | 9ª      | Johnny Damon, Scott Cooper, Rod Myers                | [ 45 ]  |
| Jimmy Key          | 14 de abril de 1998    | Baltimore Orioles      | Chicago White Sox      | 2ª      | Robin Ventura, Magglio Ordóñez, Ray Durham           | [ 46 ]  |
| Mike Mussina       | 09 de maio de 1998     | Baltimore Orioles      | Tampa Bay Devil Rays   | 9ª      | Fred McGriff, Paul Sorrento, Rich Butler             | [ 47 ]  |
| Orel Hershiser     | 16 de junho de 1998    | San Francisco Giants   | Colorado Rockies       | 4ª      | Ellis Burks (2), Vinny Castilla, Todd Helton         | [ 48 ]  |
| Randy Johnson†     | 02 de setembro de 1998 | Houston Astros         | Atlanta Braves         | 6ª      | Javy Lopez, Andruw Jones, Greg Colbrunn              | [ 49 ]  |
| Jesús Sánchez      | 13 de setembro de 1998 | Florida Marlins        | Atlanta Braves         | 3ª      | Tony Graffanino, Greg Maddux, Walt Weiss             | [ 50 ]  |
| Shane Reynolds     | 15 de julho de 1999    | Houston Astros         | Detroit Tigers         | 1ª      | Juan Encarnacion, Brad Ausmus, Bobby Higginson       | [ 51 ]  |
| B. J. Ryan         | 05 de setembro de 1999 | Baltimore Orioles      | Cleveland Indians      | 6ª      | Manny Ramirez, Jim Thome, Richie Sexson              | [ 52 ]  |
| Ugueth Urbina      | 04 de abril de 2000    | Montreal Expos         | Los Angeles Dodgers    | 9ª      | F.P. Santangelo, Devon White, Mark Grudzielanek      | [ 53 ]  |
| Randy Johnson† (2) | 23 de agosto de 2001   | Arizona Diamondbacks   | Pittsburgh Pirates     | 6ª      | Tony McKnight, Gary Matthews Jr., Jack Wilson        | [ 54 ]  |
| Jason Isringhausen | 13 de abril de 2002    | St. Louis Cardinals    | Houston Astros         | 9ª      | Daryle Ward, José Vizcaíno, Julio Lugo               | [ 55 ]  |
| Byung-Hyun Kim     | 11 de maio de 2002     | Arizona Diamondbacks   | Philadelphia Phillies  | 8ª      | Scott Rolen, Mike Lieberthal, Pat Burrell            | [ 56 ]  |
| Pedro Martínez†    | 18 de maio de 2002     | Boston Red Sox         | Seattle Mariners       | 1ª      | Ichiro Suzuki, Mark McLemore, Rubén Sierra           | [ 57 ]  |
| Brian Lawrence     | 12 de junho de 2002    | San Diego Padres       | Baltimore Orioles      | 3ª      | Brook Fordyce, Jerry Hairston, Jr., Melvin Mora      | [ 58 ]  |
| Brandon Backe      | 15 de abril de 2004    | Houston Astros         | Milwaukee Brewers      | 8ª      | Bill Hall, Scott Podsednik, Craig Counsell           | [ 59 ]  |
| Ben Sheets         | 13 de junho de 2004    | Milwaukee Brewers      | Houston Astros         | 3ª      | Pete Munro, Craig Biggio, José Vizcaíno (2)          | [ 60 ]  |
| LaTroy Hawkins‡    | 11 de setembro de 2004 | Chicago Cubs           | Florida Marlins        | 9ª      | Jeff Conine, Juan Encarnación (2), Álex González     | [ 61 ]  |
| Rick Helling       | 20 de junho de 2006    | Milwaukee Brewers      | Detroit Tigers         | 1ª      | Curtis Granderson, Plácido Polanco, Iván Rodríguez   | [ 62 ]  |
| Buddy Carlyle‡     | 06 de julho de 2007    | Atlanta Braves         | San Diego Padres       | 4ª      | Khalil Greene, Russell Branyan, José Cruz, Jr.       | [ 63 ]  |
| Rich Harden        | 08 de junho de 2008    | Oakland Athletics      | Los Angeles Angels     | 1ª      | Maicer Izturis, Howie Kendrick, Garret Anderson      | [ 64 ]  |
| Félix Hernández‡   | 17 de junho de 2008    | Seattle Mariners       | Florida Marlins        | 4ª      | Jeremy Hermida, Jorge Cantú, Mike Jacobs             | [ 65 ]  |
| A. J. Burnett‡     | 20 de junho de 2009    | New York Yankees       | Florida Marlins        | 3ª      | Josh Johnson, Chris Coghlan, Emilio Bonifacio        | [ 66 ]  |
| Ross Ohlendorf‡    | 05 de setembro de 2009 | Pittsburgh Pirates     | St. Louis Cardinals    | 7ª      | Khalil Greene (2), Julio Lugo (2), Jason LaRue       | [ 67 ]  |
| Rafael Soriano‡    | 23 de agosto de 2010   | Tampa Bay Rays         | Los Angeles Angels     | 9ª      | Erick Aybar, Mike Napoli, Peter Bourjos              | [ 68 ]  |
| Jordan Zimmermann‡ | 06 de maio de 2011     | Washington Nationals   | Florida Marlins        | 2ª      | Giancarlo Stanton, Greg Dobbs, John Buck             | [ 69 ]  |
| Juan Pérez‡        | 08 de julho de 2011    | Philadelphia Phillies  | Atlanta Braves         | 10ª     | Jason Heyward, Nate McLouth, Wilkin Ramírez          | [ 70 ]  |
| Clay Buchholz‡     | 16 de agosto de 2012   | Boston Red Sox         | Baltimore Orioles      | 6ª      | Adam Jones, Matt Wieters, Chris Davis                | [ 71 ]  |
| Wade Miley‡        | 1 de outubro de 2012   | Arizona Diamondbacks   | Colorado Rockies       | 3ª      | Jonathan Herrera, Drew Pomeranz, Josh Rutledge       | [ 72 ]  |
| Iván Nova‡         | 29 de maio de 2013     | New York Yankees       | New York Mets          | 8ª      | Ike Davis, Mike Baxter, Rubén Tejada                 | [ 73 ]  |
| Steve Delabar‡     | 30 de julho de 2013    | Toronto Blue Jays      | Oakland Athletics      | 8ª      | Adam Rosales, Coco Crisp, Chris Young                | [ 74 ]  |
| Brad Boxberger‡    | 08 de maio de 2014     | Tampa Bay Rays         | Baltimore Orioles      | 6ª      | Steve Pearce, Jonathan Schoop, Caleb Joseph          | [ 75 ]  |
| Cole Hamels‡       | 17 de maio de 2014     | Philadelphia Phillies  | Cincinnati Reds        | 3ª      | Zack Cozart, Brandon Phillips, Todd Frazier          | [ 76 ]  |
| Justin Masterson‡  | 02 de junho de 2014    | Cleveland Indians      | Boston Red Sox         | 4ª      | Jonny Gomes, Grady Sizemore, Stephen Drew            | [ 77 ]  |
| Garrett Richards‡  | 04 de junho de 2014    | Los Angeles Angels     | Houston Astros         | 2ª      | Jon Singleton, Matt Dominguez, Chris Carter          | [ 78 ]  |
| Rex Brothers‡      | 14 de junho de 2014    | Colorado Rockies       | San Francisco Giants   | 8ª      | Michael Morse, Brandon Crawford, Gregor Blanco       | [ 79 ]  |
| Brandon McCarthy‡  | 17 de setembro de 2014 | New York Yankees       | Tampa Bay Rays         | 7ª      | Wil Myers, Nick Franklin, Matt Joyce                 | [ 80 ]  |
| Mike Fiers‡        | 07 de maio de 2015     | Milwaukee Brewers      | Los Angeles Dodgers    | 4ª      | Enrique Hernández, Carlos Frías, Joc Pederson        | [ 81 ]  |
| Santiago Casilla‡  | 17 de maio de 2015     | San Francisco Giants   | Cincinnati Reds        | 9ª      | Marlon Byrd, Brandon Phillips (2), Jay Bruce         | [ 82 ]  |
| Juan Nicasio‡      | 04 de julho de 2016    | Pittsburgh Pirates     | St.Louis Cardinals     | 8ª      | Stephen Piscotty, Jhonny Peralta (2), Yadier Molina  | [ 83 ]  |
| Drew Storen‡       | 18 de abril de 2017    | Cincinnati Reds        | Baltimore Orioles      | 9ª      | Jonathan Schoop (2), J. J. Hardy, Hyun-soo Kim       | [ 84 ]  |
| Craig Kimbrel‡     | 11 de maio de 2017     | Boston Red Sox         | Milwaukee Brewers      | 9ª      | Hernan Perez, Travis Shaw, Domingo Santana           | [ 85 ]  |
| Max Scherzer‡      | 14 de maio de 2017     | Washington Nationals   | Philadelphia Phillies  | 5ª      | Cesar Hernandez, Odubel Herrera, Aaron Altherr       | [ 86 ]  |
| Kenley Jansen‡     | 18 de maio de 2017     | Los Angeles Dodgers    | Miami Marlins          | 9ª      | Derek Dietrich, J. T. Riddle, Ichiro Suzuki (2)      | [ 87 ]  |
| Carlos Carrasco‡   | 7 de julho de 2017     | Cleveland Indians      | Detroit Tigers         | 5th     | Nicholas Castellanos, Mikie Mahtook, Jose Iglesias   | [ 88 ]  |
| Dellin Betances‡   | 2 de agosto de 2017    | New York Yankees       | Detroit Tigers         | 8ª      | Jim Adduci, Justin Upton, Miguel Cabrera             | [ 89 ]  |
| José Alvarado‡     | 4 de agosto de 2017    | Tampa Bay Rays         | Milwaukee Brewers      | 9ª      | Travis Shaw (2), Jesus Aguilar, Hernan Perez (2)     | [ 90 ]  |
| Rick Porcello‡     | 9 de agosto de 2017    | Boston Red Sox         | Tampa Bay Rays         | 5ª      | Trevor Plouffe, Wilson Ramos, Mallex Smith           | [ 91 ]  |
| Kevin Gausman‡     | 23 de abril de 2018    | Baltimore Orioles      | Cleveland Indians      | 7ª      | Yonder Alonso, Yan Gomes, Bradley Zimmer             | [ 92 ]  |
| Max Scherzer‡ (2)  | 5 de junho de 2018     | Washington Nationals   | Tampa Bay Rays         | 6ª      | Johnny Field, Christian Arroyo, Daniel Robertson     | [ 93 ]  |
| German Marquez‡    | 8 de agosto de 2018    | Colorado Rockies       | Pittsburgh Pirates     | 4ª      | Corey Dickerson, Starling Marte, Gregory Polanco (2) | [ 94 ]  |
| Zac Rosscup‡       | 19 de agosto de 2018   | Los Angeles Dodgers    | Seattle Mariners       | 9ª      | Kyle Seager, Ryon Healy, Cameron Maybin              | [ 95 ]  |
| Josh Hader‡        | 30 de março de 2019    | Milwaukee Brewers      | St. Louis Cardinals    | 9ª      | Tyler O’Neill, Dexter Fowler, Yairo Munoz            | [ 96 ]  |
| Thomas Pannone‡    | 14 de abril de 2019    | Toronto Blue Jays      | Tampa Bay Rays         | 5ª      | Avisaíl García, Brandon Lowe, Daniel Robertson (2)   | [ 97 ]  |
| Chris Sale‡        | 8 de maio de 2019      | Boston Red Sox         | Baltimore Orioles      | 7ª      | Hanser Alberto, Dwight Smith Jr., Steve Wilkerson    | [ 98 ]  |
| Chris Sale‡ (2)    | 5 de junho de 2019     | Boston Red Sox         | Kansas City Royals     | 8ª      | Kelvin Gutierrez, Nicky Lopez, Martin Maldonado      | [ 99 ]  |
| Stephen Strasburg‡ | 3 de julho de 2019     | Washington Nationals   | Miami Marlins          | 4ª      | Garrett Cooper, Neil Walker, Starlin Castro          | [ 100 ] |
| Kevin Gausman‡ (2) | 18 de agosto de 2019   | Cincinnati Reds        | St. Louis Cardinals    | 9ª      | Yairo Muñoz, Dexter Fowler, Tommy Edman              | [ 101 ] |
| Chris Martin‡      | 11 de setembro de 2019 | Atlanta Braves         | Philadelphia Phillies  | 7ª      | César Hernández (2), Jay Bruce (2), Logan Morrison   | [ 102 ] |
| Will Harris‡       | 27 de setembro de 2019 | Houston Astros         | Los Angeles Angels     | 8ª      | Kaleb Cowart, Matt Thaiss, Michael Hermosillo        | [ 103 ] |